# Weg van Lila
Weg van Lila is de debuutroman van de Nederlandse auteur Patrick van Rhijn, in 2007 verschenen bij Karakter Uitgevers B.V. in Uithoorn.
Het boek gaat over een wilde vader die drie jaar liefdevol voor zijn jonge dochtertje zorgt en die na de laatste, dramatische uitspraak van de Nederlandse rechter het meisje op het vliegtuig naar haar moeder in Zweden moet zetten. Het verhaal is grotendeels autobiografisch, maar met een twist. Van Rhijn en de protagonist in het boek, Djon Maas, werk(t)en beiden voor MTV en TMF, leid(d)en een rock 'n roll leven met veel drank, drugs en vrouwen, en voer(d)en beiden na de breuk met hun Zweedse partner een heftige maar vergeefse rechtszaak om de voogdij en hoofdverblijfplaats van hun dochtertje. 

## Thema, stijl en inhoud
Het verhaal gaat over een losbandige vader die leert inzien dat zijn angsten en zijn verleden (scheiding eigen ouders) zijn leven en zijn relatie tot vrouwen negatief inkleuren en dat hij - zoals zovelen in een heftige echtscheiding waar kinderen bij betrokken zijn - beslissingen neemt die alleen voor hemzelf goed zijn en minder voor zijn kind(eren). De stijl van schrijven is direct en rauw, met korte, snelle hoofdstukjes en spreekt een brede doelgroep aan. Veel reacties van lezers op internet stellen dat men om het verhaal heeft moeten lachen en huilen. 
De boeken van Patrick van Rhijn worden vaak in een adem genoemd met De gelukkige huisvrouw van Heleen van Royen en Komt een vrouw bij de dokter van Kluun.

## Verhaalopbouw
Het boek begint met een heftige, ontroerende teaser waarin de advocate van Djon Maas hem in het bijzijn van zijn dochtertje Lila belt met de definitieve uitslag van de rechtszaak. Daarna gaat het verhaal zes jaar terug en begint de vertelling hoe het tot dit punt gekomen is. Het boek is opgebouwd uit vijf delen; de proloog, Djon, Djon & Lila, Buitenspel en de epiloog.

## Verfilmingsperikelen
In 2010 informeerde filmmaker Steven de Jong bij auteur Patrick van Rhijn of de verfilmingsrechten van Weg van Lila nog vrij waren. Na een korte onderhandeling verbraken partijen het contact en was het plan om van Rhijns debuut samen te verfilmen van de baan, maar eind 2011 kreeg Patrick van Rhijn het filmscript van de nieuwe echtscheidingsfilm van De Jong onder ogen en herkende meteen de vele karakteristieke overeenkomsten met zijn eigen verhaal/boek. Hij spande daarop een rechtszaak aan wegens plagiaat van De Jong en het schenden van zijn persoonlijkheidsrechten. Op 28 maart 2012 werd Van Rhijn door de voorzieningenrechter in Leeuwarden op 37 punten in het gelijk gesteld en werd De Jong geboden zijn filmproject, dat toen al in de opnamefase beland was, te stoppen. Het was daarmee de eerste keer in de Nederlandse filmgeschiedenis dat een filmproject door rechterlijke tussenkomst gestopt werd. 
Voordat Van Rhijn het inbreuk plegende script van Steven de Jong onder ogen kreeg had hij inmiddels een deal gesloten met productiehuis NL Film om Weg van Lila te verfilmen, maar door de plotse perikelen rond het plagiaat van De Jong werd deze verfilming on hold gezet en afgeblazen. In de bodemprocedure die Van Rhijn daarna instelde om een schadevergoeding van Steven de Jong te krijgen, oordeelde de Rechtbank Zeeland-West-Brabant anders dan de voorzieningenrechter in Leeuwarden. Er was geen sprake van auteursrechtinbreuk, plagiaat of schending van persoonlijkheidsrechten.

## Promotie
Patrick van Rhijn stuurde bij het uitkomen van zijn debuut meer dan 20.000 vrouwen waarvan hij via social media had uitgevonden dat ze van boeken hielden 'waar je om kon lachen en huilen' via vriendennetwerk Hyves een even ondeugend als prikkelend berichtje om de trailer van zijn boek te bekijken. Dit veroorzaakte veel aandacht voor Weg van Lila, de schrijver en zijn autobiografische verhaal en zorgde voor een flinke verkoop en reuring.
Van Rhijn, die als redacteur en opnameleider bij verschillende televisiekanalen had gewerkt, solliciteerde bij verschillende actualiteitenprogramma's naar openstaande functies en kwam zo met de leidinggevenden van programma's als Pauw & Witteman aan de redactietafel te zitten waar hij hen over zijn boek vertelde. Prompt werd hij uitgenodigd om bij het verschijnen van zijn boek als gast aan tafel plaats te nemen. Uiteindelijk is dat er alleen in het geval van het ontbijtprogramma Goedemorgen Nederland ook echt van gekomen. 

## Buitenland en verkoopcijfers
Drie weken na verschijning kocht Piper Verlag uit München de Duitse rechten van Weg van Lila. In juni 2009 is het verhaal onder de titel Alles für Lila uitgekomen in Duitsland, Oostenrijk en Zwitserland.
Van Weg van Lila zijn inmiddels meer dan 20.000 exemplaren verkocht. 

## Theater
Door de promotie voor Weg van Lila kwam Patrick van Rhijn in contact met zangeres Nina June. De twee schreven een soundtrack bij het officiële vervolg op Weg van Lila, genaamd Vaderstad dat in maart 2009 uitkwam. Het nummer en de videoclip Wonderwater, gebaseerd op de Zweedse hit uit 1999 Du får göra som du vill van Patrik Isaksson leverden zoveel positieve reacties op dat de schrijver en de zangeres besloten het verhaal van Van Rhijn en de liedjes van June te combineren tot een theatershow vol 'liederatuur'. In 2009 en 2010 speelde het tweetal met een zeskoppige band van zeer getalenteerde muzikanten een landelijke theatertour. 